# Eugenie Goldstern
Eugenie Goldstern (1884-1942) va ser una antropòloga austríaca que va dur a terme recerca sobre la cultura popular als Alps de Suïssa.

## Biografia
Eugenie Goldstern va néixer a Odessa l'any 1884 de pares jueus, sent la més jove de 14 fills. El 1905 es va reubicar a Àustria i, cinc anys més tard, va començar a estudiar antropologia a la Universitat de Viena. Va tenir de professor Michael Haberlandt, en aquell temps una figura capdavantera en l'estudi i col·leccionisme d'art popular. Haberlandt i el seu fill, Arthur Haberlandt, acabarien sent seguidors del Tercer Reich i varen tallar els seus vincles amb col·legues jueus.
Els interessos de recerca de Goldstern es van centrar en la cultura dels Alps Occidentals. Va centrar-se en el municipi de Bessans, respecte al qual Goldstern va elaborar una de les primeres monografies etnogràfiques de tots els temps sobre una comunitat concreta, escrivint sobre la vida i economia en un poble de muntanya europeu. La seva recerca va començar el 1912, i va passar l'hivern de 1913-1914 vivint a la comunitat. Mentre era a Suïssa, va rebre el suport de l'etnògraf Arnold van Gennep. Les seves investigacions es diferenciaven clarament de la típica línia d'opinió erudita de l'època, que retratava la cultura del Alps d'una forma idealitzada i fossilitzada. Un dels focus particulars en els seus estudis foren les petites joguines, fetes a mà, i els seus primers i darrers articles publicats a la revista vienesa d'etnografia Wiener Zeitschrift für Volkskunde es centren en aquesta temàtica. Va fer donació al Museu d'Etnologia de Viena de molts objectes que va recollir en el curs de la seva tasca.
L'esclat de Primera Guerra Mundial va desbaratar la recerca de Goldstern. Després de continuar els seus estudis a la Universitat de Neuchatel, va completar el seu doctorat a la Universitat de Fribourg, l'any 1920, sota la direcció del professor Paul Girardin.
Com a dona en un àmbit dominat per homes, i en el clima cada cop més antisemític d'Àustria, Goldstern va haver de lluitar per obrir-se pas en el seu camp d'estudi i recerca. Cap al final de la dècada de 1920, Goldstern va parar de publicar i va retirar-se de la seva recerca de camp. L'any 1937, el treball de Goldstern, juntament amb el de von Gennep, va ser presentat en una exposició sobre Savoia a l'Exposition Internationale de París. Tanmateix, amb la presa de poder d'Àustria per l'Alemanya Nazi (Anschluss) l'any 1938, les persones jueves foren oficialment excloses de la vida pública i varen quedar subjectes a les lleis racials antisemites. Molts dels seus membres de la seva família varen fugir de Viena, però Goldstern hi va romandre. El 14 de juny de 1942 Goldstern va ser deportada al camp d'extermini de Sobibor, a Polònia, on va ser assassinada.

## Exposicions pòstumes
L'any 2004-2005, el Museu de Viena d'Etnologia va mostrar la col·lecció d'objectes d'art popular suís de Goldstern en una exposició titulada "Ur-Ethnographie." El Musée dauphinois i el Musée savoisien van dur a terme una exposició sobre ella i la seva feina l'any 2007.

## Publicacions
- Alpine Spielzeugtiere. Ein Beitrag zur Erforschung des primitiven Spielzeuges, in: Wiener Zeitschrift für Volkskunde, 29. Jg., Heft 3-4, Wien 1924
- Beiträge zur Volkskunde des Lammertales mit besonderer Berücksichtigung von Abtenau (Tännengau), in: Zeitschrift für österreichische Volkskunde, Wien 1918
- Bessans, Vie d'un village de haute Maurienne, Traduction Francis Tracq et Melle Schaeffer, Challes-les-Eaux 1987
- Eine volkskundliche Erkundungsreise im Aostatale (Piemont). (Vorläufige Mitteilung), in: Wiener Zeitschrift für Volkskunde, 28. Jg., Heft 1, Wien 1923
- Hochgebirgsvolk in Savoyen und Graubünden. Ein Beitrag zur romanischen Volkskunde. I. Bessans, Volkskundliche monographische Studie über eine savoyische Hochgebirgsgemeinde (Frankreich). II. Beiträge zur Volkskunde des bündnerischen Münstertales (Schweiz), Wien 1922